# 大山綱栄
大山 綱栄（おおやま つなひで）は、江戸時代中期の薩摩藩鹿児島城下士。家格は初め小姓与から、のち一代新番。宝暦6年10月（1756年）当時の石高は71石。

## 経歴
父の六郎兵衛綱広（? - 享保12年（1729年）6月25日）は寺社方取次をつとめて一代新番となっていた。子の綱道の代で代々小番（小番の家格を世襲できる身分）になる。藩職は表小姓、御側小姓、中通御目付（、喜界島代官。側小姓時代は藩主島津継豊に近侍。その参勤交代に同行して江戸に数回赴く。中御目付時代に家格が御小姓与から一代新番に昇格。

## 生涯
宝暦6年（1756年）島津重豪の藩主就任時に、薩摩藩国目付になった京極兵部高主、青山成親らに提出するために宝暦6年10月に改めた薩摩藩分限帳では「小納戸役、大山文左衛門　71石　外蔵米48俵」として登場。この時には、通称が文左衛門になり、石高は71石になっていたようである。なお、子の大山綱道も「大山休左衛門」として同資料に登場する。宝暦9年（1759年）、喜界島代官として喜界島に渡海する。当時の通称は文左衛門。宝暦11年（1761年）、任期満了につき鹿児島に戻る。天明8年（1788年）2月23日、死去。享年74。

## 家族・親族
- 父：大山六郎兵衛綱広（寺社方取次を勤める）
- 子女：大山綱道